# دييغو غيرا
دييغو غيرا (بالبرتغالية: Diego Guerra Taixeirão) هو لاعب كرة قدم برازيلي في مركز الدفاع، ولد في 6 نوفمبر 1990 في ريو دي جانيرو في البرازيل. لعب مع جمعية بورتوغيزا الرياضية.

## وصلات خارجية
- دييغو غيرا على موقع قاعدة بيانات كرة القدم.إي يو (الإنجليزية)
- دييغو غيرا على موقع Soccerway.com (الإنجليزية)